# 高先明
高先明（Ko Sin Ming，1962年3月3日—），香港導演，1983年畢業於亞洲電視第二期藝員訓練班後轉為幕後製作人員在亞洲電視先後任職助理編導、製作統籌、編導。1990年轉投無綫電視，1993年任職於永盛音像企業公司，1995年後長期活躍於中國大陸拍攝電視劇。曾執導《小魚兒與花無缺》、《功夫足球》等電視劇。

## 電視劇 (亞洲電視)
- 1985年《戰神》
- 1985年《第四代》
- 1985年《三世人》
- 1986年《白髮魔女傳》
- 1986年《清末四大奇案》
- 1986年《濟公活佛》
- 1986年《胭脂淚》
- 1987年《烈士忠魂》
- 1987年《武林故事》
- 1987年《天橋》
- 1989年《千面俏嬌娃》

## 電視劇 (無綫電視)
- 1990年《大唐名捕》
- 1991年《情陷特區》
- 1992年《中神通王重陽》
- 1993年《都市的童話》

## 外部連結
- 影史庫-高先明